# Latifa El Bouhsini
 (mars 2018).
Si vous disposez d'ouvrages ou d'articles de référence ou si vous connaissez des sites web de qualité traitant du thème abordé ici, merci de compléter l'article en donnant les références utiles à sa vérifiabilité et en les liant à la section « Notes et références ».
Latifa El Bouhsini est professeure à la faculté des sciences de l’éducation à Rabat, formatrice spécialiste de l’approche genre et droits des femmes. Elle est membre du bureau national de l’École citoyenne des études politiques au Maroc depuis 2012.
Latifa El Bouhsini est docteure en histoire des civilisations, chercheuse dans le domaine de l’histoire des femmes et du mouvement féministe au Maroc. Activiste féministe de gauche, elle est également fondatrice de l’Union d’action féministe en mars 1987 et membre du bureau national de l’organisation marocaine des droits de l’homme.

## Biographie
Latifa, née à Ouazzane, s'installe à Rabat et à Fès pour ses études. Elle rejoint l'Organisation de l'action démocratique populaire – une extension de l'organisation du 23 mars – durant sa vie universitaire à Fès. Plus tard en France, à l'Université de Toulouse, elle obtient son doctorat en histoire sur la place de la femme dans les écrits et l'historiographie marocains relatifs au Moyen Âge.
Elle commence sa carrière professionnelle comme chargée des études au secrétariat d'État chargé de la Protection sociale, de la Famille et de l’Enfance, dirigé par Mohammed Said Saadi. Elle est ensuite responsable d'un département à la direction des affaires sociales, puis à la direction du développement social au ministère du développement social, de la famille et de la solidarité. Sa vie professionnelle est passée de l'administration à la chaire universitaire en 2008 à l'Institut national d'action sociale (INAS) de Tanger et, actuellement, à la faculté des sciences de l’éducation.
Latifa Bouhsini est une écrivaine prolifique sur l'histoire du mouvement féministe marocain et des questions des droits des femmes.

## Ouvrages
- Asma Benadada et Latifa El Bouhsini, Le mouvement des droits humains des femmes au Maroc : Approche historique et archivistique, Rabat, 2014, 421 p. (ISBN 978-9954-34-429-3, lire en ligne)
- « Maroc : acquis et limites du mouvement des femmes », dans Aurélie Leroy, État des résistances dans le Sud. Mouvements de femmes, Louvain-la-Neuve, Centre tricontinental et Éditions Syllepse, coll. « Alternatives Sud - État des résistances dans le Sud », 2015, 247 p. (ISBN 978-2-84950-481-9, lire en ligne), p. 153-161
- « Une lutte pour l’égalité racontée par les féministes marocaines », dans Récits de femmes en Méditerranée: Genre, écriture, réflexivité (XXe – XXIe siècle), Rives méditerranéennes, 2016, 140 p. (ISSN 2103-4001, lire en ligne), p. 121-133